# スーパープリンセスピーチ
『スーパープリンセスピーチ』は、2005年10月20日に任天堂が発売したニンテンドーDS用ゲームソフト。ジャンルはアクションゲーム。
マリオシリーズのひとつで、公式に発売されたものとしては初のピーチ姫が主役の作品である。『スーパーマリオブラザーズ』など従来のシリーズとは逆に、クッパにさらわれたマリオ・ルイージ・キノピオをピーチが救うため冒険する。アメリカでは2006年2月26日、ヨーロッパでは2006年5月26日に発売。

## あらすじ
キノコ王国から少し離れた場所にある島、キド・アイラック島。その島に伝わる、感情を操ると言われる「キド・アイラックの杖」をクッパ軍団が手に入れ、それを利用してキノコ王国に乗り込み、ピーチ姫より先に邪魔なマリオ達を捕らえた。ちょうど散歩に出ていたピーチは無事だったが、城に戻って事件を知り、いつも助けられていることもあり、マリオ達を救う決意をする。そしてキノじいから受け取った、言葉を話す不思議な傘・カッサーを相棒に冒険に旅立った。

## 登場キャラクター
ピーチ
本作の主人公。クッパ軍団に捕まったマリオたちを助けるために旅立つ。
カッサー
ピーチの相棒になる不思議な傘。ピーチを「ピーチ姫様」と呼ぶ。敵を食べたり叩いて攻撃したり、海を渡ったりレールにぶら下がるなどの様々な役割を持つ。キノじいに買われる以前の記憶が曖昧である。
クッパ
カメ一族の大魔王。キド・アイラックの杖を奪いその力を使うことで、邪魔なマリオたちをさらう事に成功した。
ブロス隊長
ハンマーブロス隊の隊長で、クッパの側近。黒い甲羅とトゲのついたヘルメットを持つ。キド・アイラックの杖を発見し、マリオ達を連れ去った実行犯。
マリオ
本作ではピーチと立場が逆転し、クッパ達に手ごわい存在ということで不意打ちされ、いつもと逆でクッパに先にさらわれてしまう。
ルイージ
マリオの弟。マリオ同様、クッパにさらわれるも彼と違い、扱いは酷い。カッサーから「緑のオッサン?」と呼ばれ、クッパの部下達にも呼ばれている。
キノピオ
ピーチの家来の一人で、キノコ王国の住人。マリオやルイージ同様、クッパにさらわれる。ショップを開いている者もいる。
キノじい
ピーチ姫の執事。旅立つ姫にカッサーを与えた。
ナレーション
本作のキノコ王国の住人らしく、「カッサーの秘密」について詳しい。

### 敵キャラクター
敵キャラクターにも喜・怒・哀・楽の感情を表したものがおり、それぞれ行動パターンが異なる。
詳細は「マリオシリーズのキャラクター一覧#スーパープリンセスピーチ」参照。

## きぶん
「きぶん」には「喜」「怒」「哀」「楽」の4つがあり、タッチスクリーンにある4つの「きぶん」のアイコンをタッチすると、ピーチの喜怒哀楽パワーが発動する。喜怒哀楽パワーにはゲージがあり、クリスタルを取ったり、カッサーが敵キャラクターを食べたりする事で回復する。
喜（喜ぶ）
ピーチの周りに竜巻が起こり、Aボタンを押している間は空高く飛ぶ。飛んでいる間はゲージの消費が激しい。
怒（怒る）
ピーチの周りに火が点き、敵を燃やしたり岩にぶつかったりできる。
哀（哀しむ）
ピーチが大泣きし、涙で植物を育てたり全力疾走したりできる。
楽（楽しむ）
ピーチのHPが少しずつ回復する。

## その他
ステージ内のアイテムを取ったり、コインを集めてキノピオの店で買う事で、タッチスクリーンやマイクを使ったミニゲーム、ジグソーパズル、音楽室などが楽しめる。